# Fusiliers royaux écossais
Le Fusiliers royaux écossais (en anglais Royal Scots Fusiliers) est un régiment d'infanterie de la British Army (armée de terre britannique) créé en 1678. Il participa à plusieurs conflits, dont les deux guerres mondiales.